# Public Image Ltd.
Public Image Ltd., també coneguda com a PiL, va ser una banda de música post-punk liderada per John Lydon (Johnny Rotten), ex membre del grup punk Sex Pistols.

## Història
La banda va ser formada el 1978, després de la dissolució dels Pistols. La seva primera alineació va ser amb el mateix Rotten com a cantant, l'ex The Clash Keith Levene a la guitarra, Jah Wobble al baix i Jim Walker en la bateria.
L'alineació final va estar composta per Lydon, Ted Chau a la guitarra i teclat, Mike Joice, ex membre de The Smiths, a la bateria, John McGeoch guitarra i Russel Webb com a baix.
El grup es va dissoldre després de 1993, quan els seus membres van anar abandonant-lo de forma gradual, quedant com un projecte individual de Rotten.

## Discografia
- First Issue (1978)
- Metal Box (1979)
- Flowers of Romanç, (1981)
- This Is What You Want, This Is What You Get (1984)
- Album (1986)
- Happy? (1987)
- 9 (1989)
- That What is Not (1992)
- This is PiL (2012)
- What the World Needs Now... (2015)
- End of World (2023)